# Palazzo Comunale (Massa Marittima)
Il Palazzo Comunale è uno storico palazzo situato a Massa Marittima (GR), nel terziere di Cittavecchia.

## Descrizione
Il palazzo del Comune è attiguo alla palazzina dei conti di Biserno ed è il risultato dell'unione di due case-torri edificate in epoche diverse. La prima in ordine di tempo fu la torre del Bargello (la parte destra), risalente al XIII secolo, mentre la seconda (la parte sinistra) è del 1334 e originariamente era più bassa. Il corpo centrale che unì le due torri è del secolo XIV, in stile gotico. Lo stemma dei Medici domina la facciata a partire dal 1555 quando l'intero territorio venne annesso al Granducato di Toscana.
All'interno si trovano la cappella dei Priori del 1525 (sede dell'ufficio del sindaco) e due lapidi in marmo che commemorano Giuseppe Garibaldi. Nell'atrio è presente la scultura raffigurante Icaro, opera del maestro Igor Mitoraj.